# Moorsholm
Moorsholm är en by i civil parish Lockwood, i distriktet Redcar and Cleveland, i grevskapet North Yorkshire, i England. Byn är belägen 6 km från Brotton. Moorsholm/Moorseholm var en civil parish 1866–1974 Civil parish hade 452 invånare år 1951. Byn nämndes i Domedagsboken (Domesday Book) år 1086, och kallades då Morehusum/Moreshusun/Morhusum.